# 20.
20. je tretje desetletje v 1. stoletju med letoma 20 in 29. 